# Alba fatale
Alba fatale (The Ox-Bow Incident) è un film del 1943 diretto da William A. Wellman.
Nel 1998 è stato scelto per la conservazione nel National Film Registry della Biblioteca del Congresso degli Stati Uniti.

## Trama

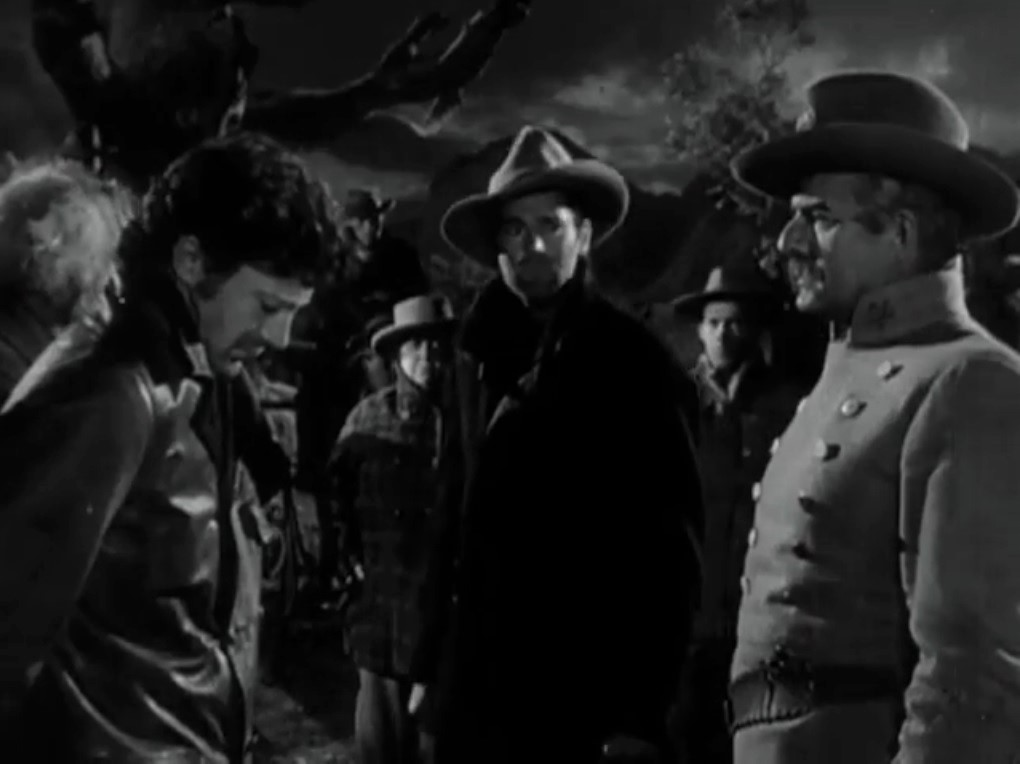
Donald Martin (Dana Andrews), Gil Carter (Henry Fonda) e il maggiore Tetley (Frank Conroy) in una scena

Nel 1885 in un piccolo paese del Nevada arrivano due cowboy, Gil Carter e Art Croft. Poco tempo dopo si diffonde la notizia che un allevatore del posto è scomparso e successivamente quella che l'uomo è stato ucciso e il suo bestiame rubato. Il maggiore Tetley organizza, con un gruppo di uomini, una battuta per cercare gli assassini e autori del furto.
Una notte il bestiame viene ritrovato in possesso di tre uomini, un cowboy, Donald Martin, un messicano e un vecchio, che raccontano di avere regolarmente comprato gli animali dal proprietario. Dal momento che, però, non riescono a fornire prove di quanto affermato, vengono subito accusati dei misfatti e dopo un sommario processo e nonostante l'opposizione di Carter e Croft, che cercano di riportare alla calma il popolo inferocito, sono condannati ad essere impiccati.
L'ultimo desiderio di Martin è di scrivere una lettera alla moglie per salutarla. La mattina del giorno dopo la sentenza viene eseguita. Poco dopo ritorna lo sceriffo con la notizia che i tre uomini impiccati avevano veramente acquistato gli animali e che l'allevatore era vivo. Dopo aver letto la tenera e commovente lettera scritta da Martin alla moglie, Carter e Croft ripartono per portare la lettera alla moglie del cowboy e per aiutarla.

## Riconoscimenti
- Miglior film - National Board Review Top Ten Films